# Wasserfluh
Die Wasserfluh (auch Wasserflueh) ist ein 5,4 Kilometer langer Pass im Toggenburg und liegt im schweizerischen Kanton St. Gallen. Er verbindet das an der Thur gelegene Städtchen Lichtensteig und die im Neckertal liegende Ortschaft Brunnadern miteinander. Die Passhöhe liegt mit 843 m ü. M. auf dem Gebiet der ehemaligen Gemeinde Oberhelfenschwil.
Über den Pass führt die Hauptstrasse Nr. 8 (Kantonsstrasse), die die Ostschweiz mit der Innerschweiz verbindet. Die gleichen Regionen verbindet der Wasserfluhtunnel, der von der Bodensee-Toggenburg-Bahn (BT) erbaut und heute durch die Südostbahn (SOB) betrieben wird.

## Weblinks

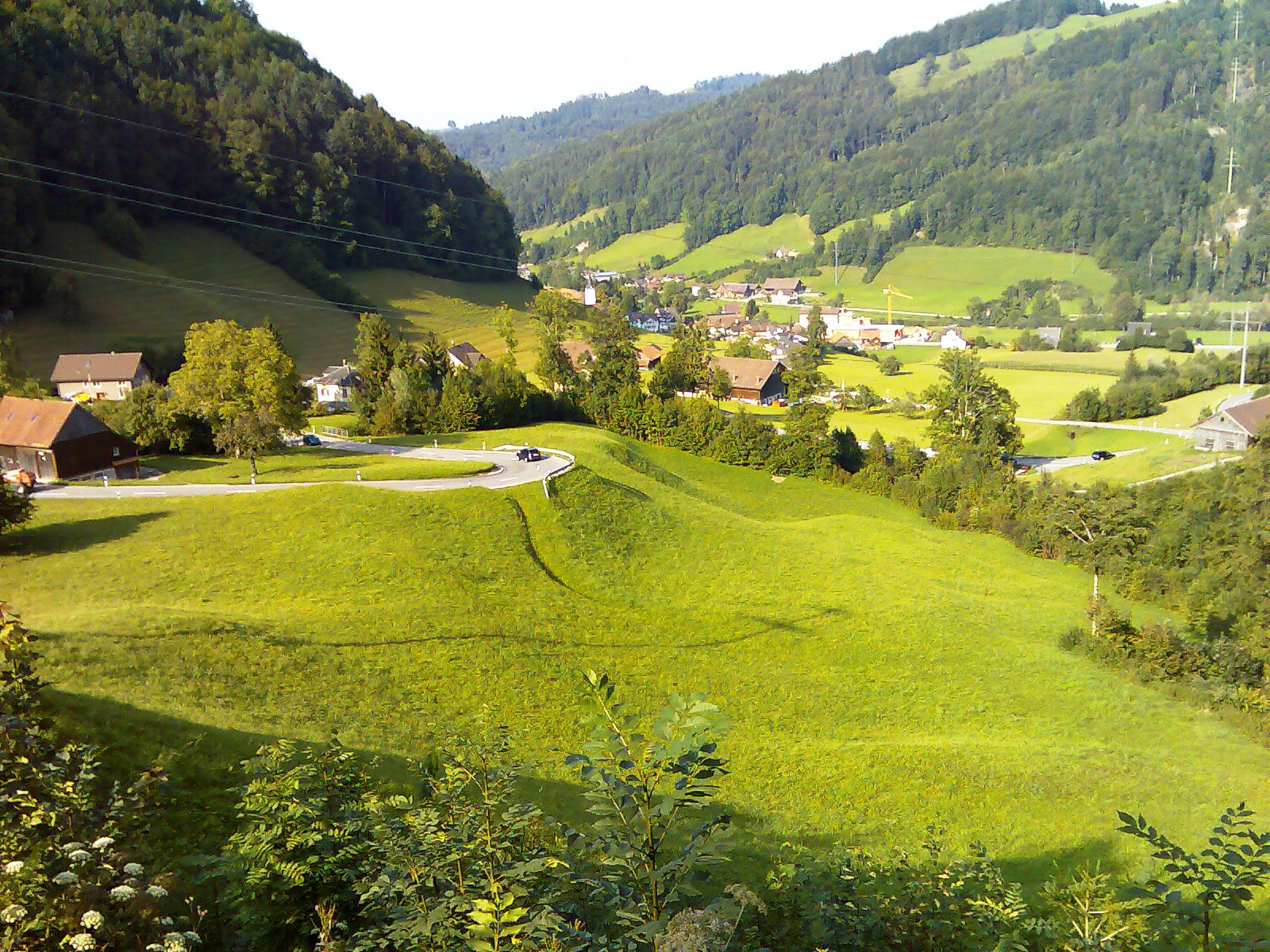
Blick auf die Kurven der Passstrasse in Richtung Neckertal